# Теніс на літніх Олімпійських іграх 1968
Після 44-річної перерви теніс повернувся в програму літніх Олімпійських ігор 1968, але лише як показовий та виставковий вид спорту. В обидвох цих видах відбулися змаганнях в одиночному та парному розрядах серед чоловіків та жінок, а також у змішаному парному розряді. Показові змагання відбулися в Гвадалахарі, а виставкові - в Мехіко.

## Медальний залік

### Показові змагання
| Дисципліна                 | Чемпіон                                        | 2-ге місце                                          | 3-тє місце                                         |
| -------------------------- | ---------------------------------------------- | --------------------------------------------------- | -------------------------------------------------- |
| Чоловічий одиночний турнір | Мануель Сантана · Іспанія                      | Мануель Орантес · Іспанія                           | Герберт Фітцґіббон · США                           |
| Жіночий одиночний турнір   | Гельґа Нісен · Західна Німеччина               | Джейн Бартковіч · США                               | Джулі Гелдман · США                                |
| Чоловічий парний турнір    | Рафаель Осуна · Вісенте Сарасуа · Мексика      | Хуан Хісберт · Мануель Сантана · Іспанія            | П'єр Дармон · Франція · Хоакін Лойо Майо · Мексика |
| Жіночий парний турнір      | Едда Будінг · Гельґа Нісен · Західна Німеччина | Роса Марія Дармон · Мексика · Джулі Гелдман · США   | Джейн Бартковіч · Валері Зігенфусс · США           |
| Змішаний парний турнір     | Джулі Гелдман · Герберт Фітцґіббон · США       | Гельґа Нісен · Юрген Фассбендер · Західна Німеччина | Джейн Бартковіч · Джеймс Осборн · США              |

### Виставкові змагання
| Дисципліна                 | Чемпіон                                           | 2-ге місце                                              | 3-тє місце                                                  |
| -------------------------- | ------------------------------------------------- | ------------------------------------------------------- | ----------------------------------------------------------- |
| Чоловічий одиночний турнір | Рафаель Осуна · Мексика                           | Інґо Будінґ · Західна Німеччина                         | Володимир Коротков · СРСР                                   |
| Чоловічий одиночний турнір | Рафаель Осуна · Мексика                           | Інґо Будінґ · Західна Німеччина                         | Нікола П'єтранджелі · Італія                                |
| Жіночий одиночний турнір   | Джейн Бартковіч · США                             | Джулі Гелдман · США                                     | Марія Еухенія Ґусман · Еквадор                              |
| Жіночий одиночний турнір   | Джейн Бартковіч · США                             | Джулі Гелдман · США                                     | Сузана Петерсен · Бразилія                                  |
| Чоловічий парний турнір    | Рафаель Осуна · Вісенте Сарасуа · Мексика         | П'єр Дармон · Франція · Хоакін Лойо Майо · Мексика      | Панчо Ґусман · Еквадор · Теймураз Какулія · СРСР            |
| Чоловічий парний турнір    | Рафаель Осуна · Вісенте Сарасуа · Мексика         | П'єр Дармон · Франція · Хоакін Лойо Майо · Мексика      | Володимир Коротков · Анатолій Волков · СРСР                 |
| Жіночий парний турнір      | Роса Марія Дармон · Мексика · Джулі Гелдман · США | Джейн Бартковіч · Валері Зігенфусс · США                | Марія Еухенія Ґусман · Еквадор · Сузана Петерсен · Бразилія |
| Жіночий парний турнір      | Роса Марія Дармон · Мексика · Джулі Гелдман · США | Джейн Бартковіч · Валері Зігенфусс · США                | Сесілія Росадо · Мексика · Зайга Янсоне · СРСР              |
| Змішаний парний турнір     | Зайга Янсоне · Володимир Коротков · СРСР          | Джейн Бартковіч · США · Інґо Будінґ · Західна Німеччина | Роса Марія Дармон · Мексика · П'єр Дармон · Франція         |
| Змішаний парний турнір     | Зайга Янсоне · Володимир Коротков · СРСР          | Джейн Бартковіч · США · Інґо Будінґ · Західна Німеччина | Сусана Петерсен · Бразилія · Теймураз Какулія · СРСР        |